# 람빵

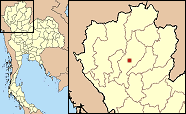
람빵의 위치

람빵(Lampang) 또는 나콘람빵(태국어: นครลำปาง)은 람빵 주로부터 구별되는 태국 북부에서 3번째로 큰 도시이자 람빵 주와 람빵 군의 주도이다. 람빵의 옛 이름으로는 위앙라꼰과 케랑나콘이 있다.

## 지리

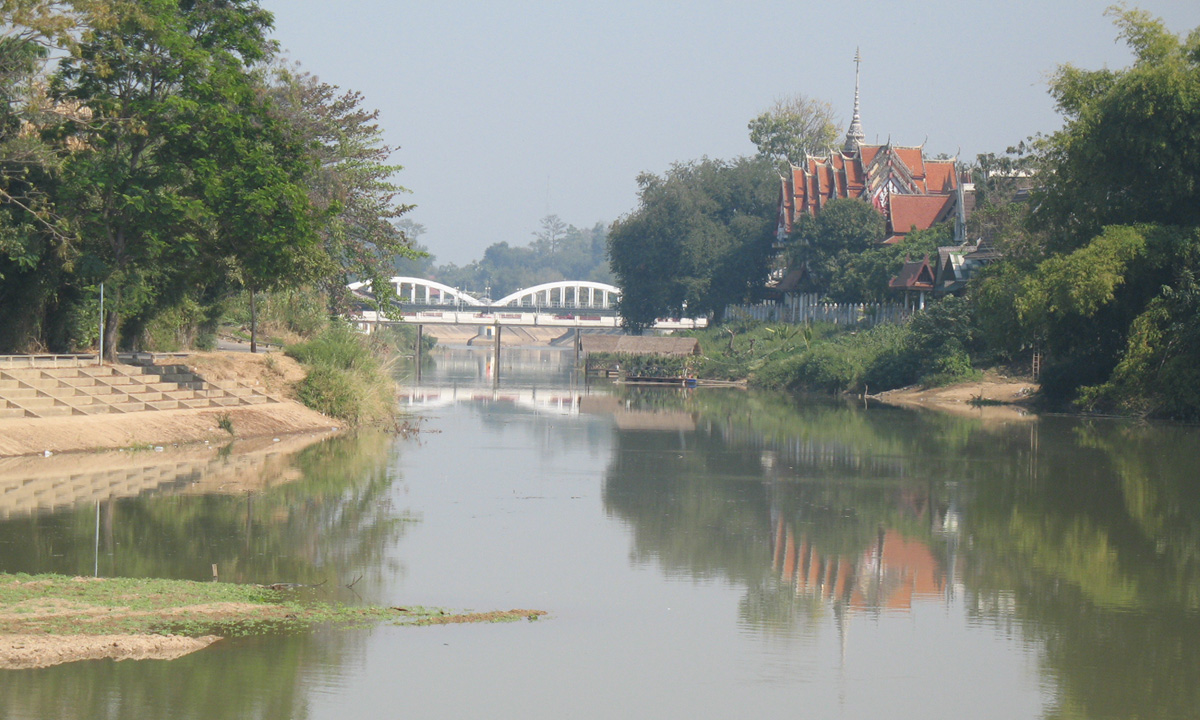
람빵을 흐르는 왕강

람빵은 왕강의 계곡에 위치하고 서쪽은 쿤탄 산맥, 동쪽은 피판눔 산맥과 접한다. 짜오프라야강의 주요 지류인 왕강은 도시를 관통해 흐른다.
람빵은 상대적으로 주변의 주들에 비해 기후가 건조하다. '겨울'은 마지막으로 비가 내린 후에 전형적으로 11월에 시작되어 3월까지 계속된다. 시베리아로부터의 찬 기단으로 인해 야간의 기온이 섭씨 10도 밑으로 떨어지기도 한다. 겨울은 건조하고 맑으며 쾌적하고 시원하고 밤에는 이따금 안개가 낀다. 최근에 겨울의 푸른 하늘은 수확 후 밭을 태우는 행위와 매모 화력발전소에서 발생하는 스모그 때문에 종종 망쳐지기도 한다.
여름은 전형적으로 3월부터 시작되어 6월까지 계속된다. 기온은 4월에 섭씨 40도까지 치솟는다. 오후 늦게 폭풍과 우박이 빈번하다.
우기는 6월부터 11월까지이다. 비그늘에 위치해 람빵은 이웃한 주들에 비해 강수량이 적고 최근에 치앙마이에서 발생한 대홍수의 피해도 거의 입지 않았다.

### 기후
| Lampang (1981–2010)의 기후                                                                       | Lampang (1981–2010)의 기후 | Lampang (1981–2010)의 기후 | Lampang (1981–2010)의 기후 | Lampang (1981–2010)의 기후 | Lampang (1981–2010)의 기후 | Lampang (1981–2010)의 기후 | Lampang (1981–2010)의 기후 | Lampang (1981–2010)의 기후 | Lampang (1981–2010)의 기후 | Lampang (1981–2010)의 기후 | Lampang (1981–2010)의 기후 | Lampang (1981–2010)의 기후 | Lampang (1981–2010)의 기후 |
| 월                                                                                               | 1월                        | 2월                        | 3월                        | 4월                        | 5월                        | 6월                        | 7월                        | 8월                        | 9월                        | 10월                       | 11월                       | 12월                       | 연간                       |
| ------------------------------------------------------------------------------------------------ | -------------------------- | -------------------------- | -------------------------- | -------------------------- | -------------------------- | -------------------------- | -------------------------- | -------------------------- | -------------------------- | -------------------------- | -------------------------- | -------------------------- | -------------------------- |
| 역대 최고 기온 °C (°F)                                                                           | 36.9 (98.4)                | 40.0 (104.0)               | 42.5 (108.5)               | 43.5 (110.3)               | 43.0 (109.4)               | 41.1 (106.0)               | 38.6 (101.5)               | 37.6 (99.7)                | 36.5 (97.7)                | 37.8 (100.0)               | 36.5 (97.7)                | 36.0 (96.8)                | 43.5 (110.3)               |
| 일평균 최고 기온 °C (°F)                                                                         | 31.6 (88.9)                | 34.4 (93.9)                | 37.2 (99.0)                | 38.3 (100.9)               | 35.5 (95.9)                | 34.0 (93.2)                | 33.3 (91.9)                | 33.0 (91.4)                | 32.8 (91.0)                | 32.3 (90.1)                | 31.3 (88.3)                | 30.2 (86.4)                | 33.7 (92.7)                |
| 일일 평균 기온 °C (°F)                                                                           | 22.2 (72.0)                | 24.7 (76.5)                | 28.0 (82.4)                | 30.0 (86.0)                | 28.8 (83.8)                | 28.3 (82.9)                | 27.8 (82.0)                | 27.4 (81.3)                | 27.0 (80.6)                | 26.3 (79.3)                | 24.2 (75.6)                | 21.6 (70.9)                | 26.4 (79.5)                |
| 일평균 최저 기온 °C (°F)                                                                         | 15.0 (59.0)                | 16.6 (61.9)                | 20.1 (68.2)                | 23.4 (74.1)                | 24.2 (75.6)                | 24.4 (75.9)                | 24.1 (75.4)                | 23.9 (75.0)                | 23.5 (74.3)                | 22.3 (72.1)                | 19.1 (66.4)                | 15.3 (59.5)                | 17.0 (62.6)                |
| 역대 최저 기온 °C (°F)                                                                           | 8.0 (46.4)                 | 8.7 (47.7)                 | 11.5 (52.7)                | 18.4 (65.1)                | 18.5 (65.3)                | 21.9 (71.4)                | 21.2 (70.2)                | 21.2 (70.2)                | 19.6 (67.3)                | 14.1 (57.4)                | 8.2 (46.8)                 | 3.7 (38.7)                 | 3.7 (38.7)                 |
| 평균 강우량 mm (인치)                                                                            | 2.8 (0.11)                 | 8.8 (0.35)                 | 22.8 (0.90)                | 65.9 (2.59)                | 160.4 (6.31)               | 117.5 (4.63)               | 134.6 (5.30)               | 186.3 (7.33)               | 211.6 (8.33)               | 98.3 (3.87)                | 29.5 (1.16)                | 7.0 (0.28)                 | 1,045.5 (41.16)            |
| 평균 강우일수                                                                                    | 0.8                        | 1.4                        | 3.0                        | 6.6                        | 15.1                       | 15.4                       | 17.4                       | 18.5                       | 17.7                       | 11.2                       | 3.7                        | 1.0                        | 111.8                      |
| 평균 상대 습도 (%)                                                                               | 70                         | 62                         | 57                         | 60                         | 72                         | 76                         | 78                         | 81                         | 83                         | 82                         | 78                         | 75                         | 73                         |
| 평균 월간 일조시간                                                                               | 272.8                      | 257.1                      | 294.5                      | 243.0                      | 198.4                      | 156.0                      | 120.9                      | 117.8                      | 144.0                      | 182.9                      | 216.0                      | 254.2                      | 2,457.6                    |
| 평균 일일 일조시간                                                                               | 8.8                        | 9.1                        | 9.5                        | 8.1                        | 6.4                        | 5.2                        | 3.9                        | 3.8                        | 4.8                        | 5.9                        | 7.2                        | 8.2                        | 6.7                        |
| 출처 1: Thai Meteorological Department                                                           |                            |                            |                            |                            |                            |                            |                            |                            |                            |                            |                            |                            |                            |
| 출처 2: Office of Water Management and Hydrology, Royal Irrigation Department (sun and humidity) |                            |                            |                            |                            |                            |                            |                            |                            |                            |                            |                            |                            |                            |

## 역사

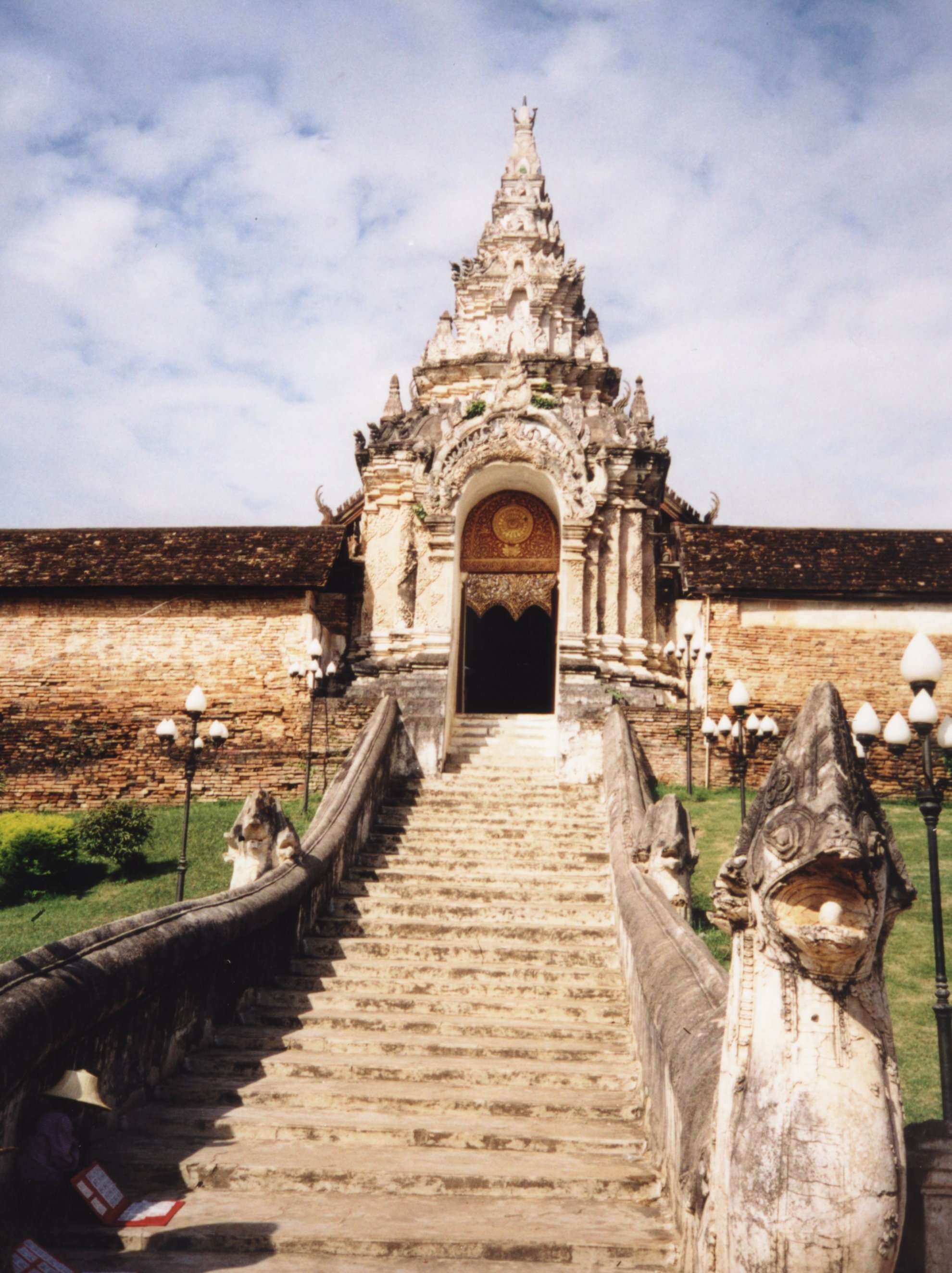
왓프라탓람빵루앙의 외부 계단

전설에 의하면 람빵은 하리푼차이 시대에 세워졌다. 람빵은 란나 왕국의 주요 도시였다. 그러나 역사적인 중요성은 수도였던 치앙마이나 치앙라이에 가려졌다. 17~18세기에 아바의 버마족과 아유타야 왕국의 전쟁 후에 이 지역은 쇠퇴했고 인구도 격감했으며 버마족의 지배를 받았다. 18세기에 유명한 사수인 람빵 출신의 난팁창은 왓프라탓람빵루앙에서 지역의 버마 통치자를 암살하고 반란을 일으켰다. 난팁창의 후손인 차오체드똔은 방콕과 동맹을 방콕과 동맹을 맺고 그 가신이 되어 많은 란나의 도시를 지배했다. 라마 5세 때 란나가 시암에 병합되면서 람빵은 태국의 일부가 되었다.

## 경제
전통적인 벼농사와 함께 파인애플, 사탕수수가 주요 작물이다. 람빵은 많은 양의 갈탄이 매모 군에 매장되어 있고 여러 개의 화력 발전소가 있다. 화력 발전소로 인한 오염은 지역 주민들에게 심각한 영향을 미치고 있다. 람빵에는 또한 많은 양의 고령토가 매장되어 있어 요업에 널리 사용된다. 람빵은 주변의 프래와 함께 넓은 티크 숲이 있어서 역사적으로 벌목이 중요한 산업이었다. 뗏목들을 강으로 옮겨 방콕으로 보내기 위해 많은 코끼리들이 사용되었고 그래서 '코끼리 학교'가 세워졌다.

## 교통
람빵은 방콕에서 약 600km 떨어져 있다. 도시는 중요한 고속도로의 결점으로 치앙마이, 치앙라이로 가는 고속도로와 프래, 란나 동부로 가는 4개의 고속도로가 갈라진다. 람빵은 치앙마이 철도의 주요 경유지이고 방콕까지는 약 10시간이 걸린다. 람빵 공항에는 핏사눌록을 경유해 방콕으로 가는 항공편이 운행한다.